# Naro
Naro – miejscowość i gmina we Włoszech, w regionie Sycylia, w prowincji Agrigento.
Według danych na styczeń 2010 gminę zamieszkiwały 8322 osoby przy gęstości zaludnienia 40,1 os./km².